# João Montez
João Montez (17 de novembro de 1990) é um ator e apresentador de televisão português.

## Carreira
Em 2011, licenciou-se em Comunicação Social e Cultural, na Universidade Católica Portuguesa. Desde o início da licenciatura que ambicionava, um dia, trabalhar em Televisão. 
Surpreendentemente, e não fugindo à paixão da família, a rádio entrou na sua vida e começou desde logo a estagiar numa das mais prestigiadas estações de rádio portuguesas - a Cidade FM. Seguiu-se a MEO SW, onde esteve on-air diariamente, durante quase um ano. 
Porém, o gosto por Televisão e por Cinema crescia a olhos vistos. Em finais de 2012, João frequentou o conservatório durante dois anos, acabando por se formar em Representação para Televisão e Cinema, nos Estados Unidos da América (em Los Angeles, mais precisamente). 
Regressou a Portugal e foi um dos finalistas do programa Curto Circuito - CC CASTING, na SIC Radical. Apresentou mais de 9 programas em directo. 
Seguiram-se participações em novelas como "Bem-Vindos a Beirais" e "Mar Salgado". 
Desde então tem seguido a carreira de apresentador de televisão, sendo uma das apostas da TVI, onde começou por apresentar o programa das madrugadas Ora Acerta e posteriormente deu a cara pela rubrica semanal Ricas Quintas'.
Entre 2015 e 2021 e entre 2023 e 2024 apresentou o programa semanal Somos Portugal na TVI. 
Entre novembro de 2019 e janeiro de 2020, apresentou o programa semanal Sábado na TVI com Mónica Jardim.
Atualmente é o apresentador do programa Querido, Mudei a Casa!, de eventos e de emissões especiais da TVI.

## Televisão
| Ano                | Canal                    | Título                                                   | Notas                                                           |
| ------------------ | ------------------------ | -------------------------------------------------------- | --------------------------------------------------------------- |
| 2014               | RTP1                     | Bem-Vindos a Beirais                                     | Ator, no papel de Espanhol                                      |
| 2014               | SIC                      | Mar Salgado                                              | Ator, no papel de Ruben                                         |
| 2014               | SIC Radical              | Curto Circuito                                           | Apresentador                                                    |
| 2014               | TVI                      | Ora Acerta                                               | Apresentador                                                    |
| 2015 - 2019        | TVI                      | Ricas Quintas                                            | Apresentador                                                    |
| 2015               | TVI                      | Especial 22° Aniversário TVI                             | Apresentador                                                    |
| 2015               | TVI                      | Festa Continente                                         | Repórter                                                        |
| 2015 - 2016        | TVI                      | Santa Bárbara                                            | Ator, Elenco Adicional                                          |
| 2015 - 2021        | TVI                      | Somos Portugal                                           | Apresentador                                                    |
| 2023 - 2024        | TVI                      | Somos Portugal                                           | Apresentador esporádico                                         |
| 2015               | TVI                      | Apresentação 2.ª temporada de A Única Mulher             | Apresentador, com Mónica Jardim                                 |
| 2015               | TVI                      | Natal Especial                                           | Apresentador                                                    |
| 2016 - 2017        | TVI                      | Você na TV!                                              | Apresentador da rúbrica "Mais VIP, Mais Forma"                  |
| 2016               | TVI                      | Festa Continente                                         | Repórter                                                        |
| 2016               | TVI                      | Festa de Verão TVI                                       | Apresentador                                                    |
| 2016               | TVI                      | Você na TV!                                              | Apresentador de emissão especial, ao lado de Cristina Ferreira  |
| 2016               | TVI                      | Sábado Especial                                          | Apresentador do passatempo, ao lado de Isabel Silva             |
| 2016               | TVI                      | 59ª Edição do Grande Prémio de Natal EDP                 | Apresentador                                                    |
| 2017               | TVI                      | Parabéns TVI - 24° Aniversário                           | Apresentador                                                    |
| 2017               | TVI                      | Festival da Comida Continente                            | Repórter                                                        |
| 2018               | TVI                      | Especial 25° Aniversário TVI                             | Apresentador                                                    |
| 2018               | TVI                      | Festival da Comida Continente                            | Repórter                                                        |
| 2018 / 2019 / 2022 | TVI                      | Vodafone Paredes de Coura                                | Repórter                                                        |
| 2019               | TVI                      | Prisioneira                                              | Ator, como Gamal, Elenco Adicional                              |
| 2019               | TVI                      | Você na TV!                                              | Moço de Recados                                                 |
| 2019               | TVI                      | Juntos em Festa                                          | Apresentador                                                    |
| 2019               | TVI                      | Especial 26° Aniversário TVI                             | Apresentador                                                    |
| 2019               | TVI                      | Arraial TVI                                              | Apresentador, com Isabel Silva, Sílvia Rizzo e Pimpinha Jardim  |
| 2019               | TVI                      | Millennium Estoril Open                                  | Apresentador/ Repórter                                          |
| 2019               | TVI                      | Festival da Comida Continente                            | Apresentador                                                    |
| 2019               | TVI                      | Festival F                                               | Repórter                                                        |
| 2019               | TVI Ficção               | Gala Emmy Awards                                         | Apresentador, com Ana Rita Clara                                |
| 2019 - 2020        | TVI                      | Sábado na TVI                                            | Apresentador, com Mónica Jardim                                 |
| 2020               | TVI                      | Quer o Destino                                           | Participação Especial                                           |
| 2020 - presente    | TVI / TVI Ficção/ V+ TVI | Querido, Mudei a Casa!                                   | Apresentador                                                    |
| 2020               | TVI                      | Portugal na TVI                                          | Apresentador                                                    |
| 2020               | TVI                      | Você na TV!                                              | Apresentador de emissão especial, com Manuel Luís Goucha        |
| 2020               | TVI                      | Somos Natal                                              | Apresentador                                                    |
| 2021               | TVI                      | Em Família - Sozinhos na Casa                            | Participação                                                    |
| 2021               | TVI                      | Parabéns, Portugal                                       | Apresentador                                                    |
| 2021               | TVI                      | All Together Now                                         | Jurado Convidado                                                |
| 2021               | TVI                      | Festival Bom Para Portugal                               | Apresentador                                                    |
| 2021               | TVI                      | Joga Portugal                                            | Apresentador                                                    |
| 2022               | TVI                      | Gala do 29° Aniversário TVI - A Passadeira               | Apresentador, com Mónica Jardim, José Lopes e Sofia Vasconcelos |
| 2022               | TVI                      | Parabéns TVI - 29° Aniversário                           | Apresentador                                                    |
| 2022               | TVI Ficção               | Emmy Awards - Passadeira Vermelha                        | Apresentador, com Ana Rita Clara, Marisa Cruz e Mónica Jardim   |
| 2022               | TVI                      | Festa de Verão TVI                                       | Apresentador, com Mónica Jardim, José Lopes e Sofia Vasconcelos |
| 2022               | TVI Ficção               | 10 Anos TVI Ficção                                       | Apresentador, com Mónica Jardim                                 |
| 2022 - presente    | TVI                      | Dois às 10                                               | Repórter no Wonderland Lisboa                                   |
| 2023               | TVI                      | Toda a Gente Me Diz Isso                                 | Participação                                                    |
| 2023               | TVI                      | Gala do 30° Aniversário TVI - Red Carpet                 | Apresentador, com José Lopes e Sofia Vasconcelos                |
| 2023               | TVI                      | Parabéns TVI - 30° Aniversário                           | Apresentador                                                    |
| 2023               | TVI                      | Festa de Verão TVI                                       | Apresentador, com Iva Domingues, José Lopes e Sofia Vasconcelos |
| 2023 - presente    | TVI                      | Euromilhões                                              | Apresentador, nas ausências de Mónica Jardim                    |
| 2023 - 2024        | TVI                      | MEO Marés Vivas                                          | Repórter                                                        |
| 2023 - presente    | TVI                      | Há Festa no Hospital                                     | Co-Apresentador                                                 |
| 2024               | TVI                      | Os Turistas - Missão Safari                              | Participação                                                    |
| 2024               | TVI                      | Viva o Carnaval!                                         | Repórter                                                        |
| 2024               | TVI                      | Passadeira Vermelha da Gala de Aniversário TVI - 31 Anos | Apresentador, com Iva Domingues e José Lopes                    |
| 2024               | TVI                      | Parabéns TVI - 31° Aniversário                           | Apresentador                                                    |
| 2024               | TVI                      | Festa de Verão TVI                                       | Apresentador, com Mónica Jardim, José Lopes e Rafaela Granado   |
| 2024               | RTP1/RTP Play            | Bully (telefilme)                                        | Ator (Elenco Principal)                                         |
| 2024               | TVI                      | Parada de Estrelas - Passadeira Vermelha                 | Apresentador, com Iva Domingues                                 |
| 2024               | TVI                      | Congela                                                  | Concorrente convidado                                           |
| 2024               | TVI                      | Em Família                                               | Repórter no Wonderland Lisboa                                   |
| 2025               | TVI                      | Parabéns TVI - 32° Aniversário                           | Apresentador                                                    |
| 2025               | TVI                      | Em Família                                               | Repórter                                                        |
| 2025               | TVI                      | Festa do Emigrante TVI                                   | Apresentador, com Mónica Jardim e Nuno Eiró                     |